# Danh sách giải thưởng và đề cử của The Beatles
Dưới đây là danh sách đề cử và giải thưởng của The Beatles, một ban nhạc Rock nổi tiếng của Anh. Ban nhạc đã được cả thế giới biết đến là một trong những nghệ sĩ âm nhạc vĩ đại nhất mọi thời đại.

## Giải Oscar
Giải Oscar là giải thưởng danh giá của Viện Hàn lâm Khoa học và Nghệ thuật Điện ảnh tại Hoa Kỳ. The Beatles đã thắng một giải trong lần đề cử duy nhất.
| Năm  | Đề cử / Tác phẩm | Giải thưởng        | Kết quả   |
| ---- | ---------------- | ------------------ | --------- |
| 1970 | Let It Be        | Nhạc phim hay nhất | Đoạt giải |

## Giải thưởng Âm nhạc Mỹ
Giải thưởng Âm nhạc Mỹ là một giải thưởng danh giá hàng năm được trao bởi các thành tích xuất sắc của các nghệ sĩ trong thị trường âm nhạc Mỹ trong lĩnh vực thu âm, được phát sóng trực tiếp trên kênh ABC. The Beatles đã không nhận được giải nào dù cho chỉ có một đề cử.
| Năm  | Đề cử / Tác phẩm | Giải thưởng                    | Kết quả |
| ---- | ---------------- | ------------------------------ | ------- |
| 1997 | Anthology 1      | Album Pop/ Rock yêu thích nhất | Đề cử   |

## Giải Brit
Giải Brit là giải thưởng thường niên của Hội Công nghiệp Ghi âm Anh.
| Năm  | Đề cử / Tác phẩm                      | Giải thưởng                    | Kết quả   |
| ---- | ------------------------------------- | ------------------------------ | --------- |
| 1977 | Sgt. Pepper's Lonely Hearts Club Band | Album Anh xuất sắc nhât        | Đoạt giải |
| 1977 | The Beatles                           | Nhóm nhạc Anh xuất sắc nhất    | Đoạt giải |
| 1983 | The Beatles                           | Đóng góp Âm nhạc xuất sắc nhất | Đoạt giải |

## Giải Grammy
Giải Grammy là giải thưởng danh giá nhất của lĩnh vực âm nhạc, được trao hàng năm bởi Viện Hàn Lâm Nghệ thuật & Thu Âm Hoa Kỳ. The Beatles đã thắng 9 giải trong 25 lần đề cử, bao gồm cả Giải Grammy cho Thành tựu trọn đời năm 2014. Giải Grammy cho Bài hát của năm năm 1967 cho bài hát Michelle dù không trao cho cả ban nhạc The Beatles nhưng cũng được trao John và Paul vì là những người sáng tác.
| Năm  | Đề cử / Tác phẩm                      | Giải thưởng                                            | Kết quả   |
| ---- | ------------------------------------- | ------------------------------------------------------ | --------- |
| 1965 | "I Want to Hold Your Hand"            | Thu âm của năm                                         | Đề cử     |
| 1965 | "A Hard Day's Night"                  | Bài hát của năm                                        | Đề cử     |
| 1965 | "A Hard Day's Night"                  | Best Contemporary Song                                 | Đề cử     |
| 1965 | "A Hard Day's Night"                  | Trình diễn Song ca/ Nhóm nhạc Giọng Pop xuất sắc nhất  | Đoạt giải |
| 1965 | The Beatles                           | Nghệ sĩ mới xuất sắc nhất                              | Đoạt giải |
| 1966 | "Help!"                               | Contemporary Rock & Roll Group Vocal Performance       | Đề cử     |
| 1966 | "Help!"                               | Vocal Group Performance                                | Đề cử     |
| 1966 | Help!                                 | Album của năm                                          | Đề cử     |
| 1967 | Revolver                              | Album của năm                                          | Đề cử     |
| 1967 | "Michelle"                            | Bài hát của năm                                        | Đoạt giải |
| 1968 | Sgt. Pepper's Lonely Hearts Club Band | Album của năm                                          | Đoạt giải |
| 1968 | Sgt. Pepper's Lonely Hearts Club Band | Best Contemporary Album                                | Đoạt giải |
| 1968 | Sgt. Pepper's Lonely Hearts Club Band | Group Vocal Performance                                | Đề cử     |
| 1968 | Sgt. Pepper's Lonely Hearts Club Band | Contemporary Vocal Group                               | Đề cử     |
| 1968 | "A Day in the Life"                   | Best Instrumental Arrangement Accompanying Vocalist(s) | Đề cử     |
| 1969 | Magical Mystery Tour                  | Album của năm                                          | Đề cử     |
| 1969 | "Hey Jude"                            | Thu âm của năm                                         | Đề cử     |
| 1969 | "Hey Jude"                            | Trình diễn Song ca/ Nhóm nhạc Giọng Pop xuất sắc nhất  | Đề cử     |
| 1970 | Abbey Road                            | Album của năm                                          | Đề cử     |
| 1970 | Abbey Road                            | Contemporary Vocal Group                               | Đề cử     |
| 1971 | "Let It Be"                           | Thu âm của năm                                         | Đề cử     |
| 1971 | Let It Be                             | Contemporary Vocal Group                               | Đề cử     |
| 1971 | Let It Be                             | Best Original Score Written for a Motion Picture       | Đoạt giải |
| 1996 | Live at the BBC                       | Best Historical Album                                  | Đề cử     |
| 1997 | The Beatles Anthology                 | Best Music Video, Long Form                            | Đoạt giải |
| 1997 | "Free as a Bird"                      | Best Music Video, Short Form                           | Đoạt giải |
| 1997 | "Free as a Bird"                      | Trình diễn Song ca/ Nhóm nhạc Giọng Pop xuất sắc nhất  | Đoạt giải |